# Ørbæk
Ørbæk ist eine dänische Kleinstadt mit 1683 Einwohnern (1. Januar 2023) auf der Insel Fyn (dt. Fünen). Sie war Verwaltungssitz der ehemaligen Ørbæk Kommune.

## Geografie
Ørbæk liegt im mittleren Süden der Nyborg Kommune im Kirchspiel Ørbæk Sogn. Im Südosten von Fyn gelegen, befindet sich der Ort (Luftlinie) etwa 9 km südwestlich von Nyborg, 22 km nördlich von Svendborg und 23 km südöstlich vom Stadtzentrum der Großstadt Odense.
Die Kleinstadt liegt in flachem Terrain, das Bebauungsgebiet erstreckt sich auf einer Höhe von ungefähr 49 m.o.h. bis 62 m.o.h.

## Geschichte
Der Ort wurde erstmals im Jahre 1231 unter dem Namen Ørbæc erwähnt.
1950 hatte Ørbæk 661 Einwohner, der größte Erwerbszweig war Handwerk und Industrie, an zweiter Stelle folgte Landwirtschaft.
1970 wurde mit einer Verwaltungsreform die Ørbæk Kommune geschaffen und Ørbæk wurde zu deren Verwaltungszentrum. 2006/2007 verlor die Kleinstadt diesen Status wieder, als jene Ørbæk Kommune in die Nyborg Kommune eingegliedert wurde.

## Sehenswürdigkeiten
Die Ørbæk Kirke befindet sich im Süden des Ortes. Die ältesten Teile der Kirche stammen aus dem 13. Jahrhundert, das einzige Überbleibsel aus romanischer Zeit ist das Kirchenschiff. Der Westturm stammt aus gotischer Zeit.
Südlich von Ørbæk liegt das Schloss Ørbæklunde. Es erhielt den Status eines Herrenhauses im frühen 16. Jahrhundert.

## Verkehr
Mit dem Eisenbahngesetz vom 8. Mai 1894 wurde die Verlängerung der Bahnstrecke von Faaborg nach Ringe nach Nyborg beschlossen und 1897 wurde im Zuge dessen in Ørbæk ein Bahnhof gebaut. Dieser wurde mit Eröffnung der Routenverlängerung am 1. September 1897 eingeweiht. 1987 wurde die Nyborg–Ringe–Faaborg Banen teilweise stillgelegt.
Die Hauptstraße Primærrute 8 führt durch Ørbæk. Sie verbindet die Stadt mit Nyborg und Faaborg auf Fyn und Sønderborg und Tønder in Jütland. Über das Linienbusnetz ist der Ort unter anderem angebunden an Nyborg, Faaborg, Svendborg und Odense.